# Vip, viper, vipst
Vip, viper, vipst is het 53ste stripalbum uit de reeks Robbedoes en Kwabbernoot. Het werd voor het eerst uitgegeven in 2013, na een voorpublicatie in Spirou in 2012 (nummers 3891-3896). Het is het derde verhaal van het duo Fabien Vehlmann (scenario) en Yoann (tekeningen) voor deze reeks.

## Verhaal
Het blad Robbedoes wordt veroordeeld voor het aanzetten tot immoreel gedrag bij de jeugd. Na een emotionele redevoering van de advocate van de aanklagers, veroordeelt het hof het blad tot het betalen van een schadevergoeding van een miljoen euro. Dat betekent het faillissement van het blad. Een zekere Guus Edelhart, held op rust en idool van Robbedoes, biedt Robbedoes aan hem te helpen bij het zoeken van een investeerder. Na enkele dagen is de zaak al beklonken: in naam van Viper corp. (Very Important Persons - Extremely restricted) biedt Edelhart het blad een contract aan. Robbedoes en Kwabbernoot tekenen vol vertrouwen. Reporter IJzerlijm is getuige van het vrolijke moment - zij het dat zijzelf er niet vrolijk van lijkt te worden.
Enige tijd later wordt Robbedoes uitgenodigd door de baas van Viper op diens luxueuze eiland in de Stille Oceaan. Op de route naar de baas wordt hij gewaarschuwd door IJzerlijm: ze heeft de advocate van de aanklagers nagetrokken en ze blijkt te werken voor Viper - het faillissement was dus georganiseerd, zodat Viper in bezit kon komen van het blad. De baas maakt ook duidelijk dat Robbedoes in een andere val is getrapt: het contract dat hij tekende, heeft hem het bezit gemaakt van Viper. Viper blijkt een organisatie te zijn dat helden opkoopt, om er daarna vaak maar weinig meer mee te doen. Robbedoes krijgt een grote villa, maar is voortaan geheel volgens het contract gevangen op het eiland.
Op het eiland leert Robbedoes de oorspronkelijke bewoners kennen. Zij leven in erbarmelijke omstandigheden sinds Viper er de plak voert. Enkelen onder hen willen het eiland verlaten. Robbedoes stelt voor hen te helpen op het overzetvlot, als zij hem helpen om een brief te versturen naar een vurige fan van Robbedoes, Nina. Zij kan zo discreet contact opnemen met Kwabbernoot en IJzerlijm. Die laatste vertrekt naar Zuid-Amerika en helpt Robbedoes daar aan een vals paspoort. Ondanks de spionnen van Viper weet Robbedoes zo Europa te bereiken.
In Europa trommelt Viper Edelhart echter weer op. Edelhart verplicht Kwabbernoot om in het Robbedoes-blad een wedstrijd uit te schrijven waarin de lezers wordt gevraagd om Robbedoes te vinden. Hij wordt herkend op weg naar Rommelgem. Viper gaat hem achterna, maar Robbedoes krijgt hulp van de Rommelgemse boswachter. Iets later geeft Robbedoes zich alsnog over als hij verneemt dat Viper het dorp bedreigt. De edelmoedige daad zet Edelhart aan het denken. Hij laat de contracten van Robbedoes en Kwabbernoot vernietigen. Edelhart wordt terstond ontslagen. De financiële beurzen pikken de berichten op en de aandelen van Viper kelderen. Negatieve berichten vanuit de concurrentie doen de rest: Viper gaat ten onder.
IJzerlijm krijgt nog een telefoontje van een oude bekende: Vito Cortizone. Hij rekent op een tegenprestatie van Robbedoes voor het leveren van het valse paspoort ...

## Trivia
David Bowie diende tekenaar Yoann als model voor de baas van Viper.